# Cottens (Fribourg)
Cottens is een gemeente en plaats in het Zwitserse kanton Fribourg, en maakt deel uit van het district Saane/Sarine.
Cottens telt 1049 inwoners.